# Синеспинная короткоклювая танагра
Синеспинная короткоклювая танагра (лат. Buthraupis montana) — вид птиц из семейства танагровых. Единственный представитель рода Buthraupis. Птицы обитают в субтропических и тропических горных лесах, на высоте 1500-3200, реже — 3500 метров над уровнем моря. Длина тела 23—24 см, масса около 80 грамм.
Выделяют шесть подвидов:
- Buthraupis montana gigas — в горах Сьерра-де-Периха и Андах на юге штата Тачира (Венесуэла) и соседних восточных Андах к югу от департамента Кундинамарка (Колумбия);
- Buthraupis montana cucullata — в западных и центральных Андах Колумбии южнее до Эквадора;
- Buthraupis montana cyanonota — в Андах в северном и центральном Перу — от региона Амазонас южнее до Хунин;
- Buthraupis montana saturata — в Андах на севере Боливии в департаментах Ла-Пас, Кочабамба и западном Санта-Крус.